# Neue Residenz (Bamberg)

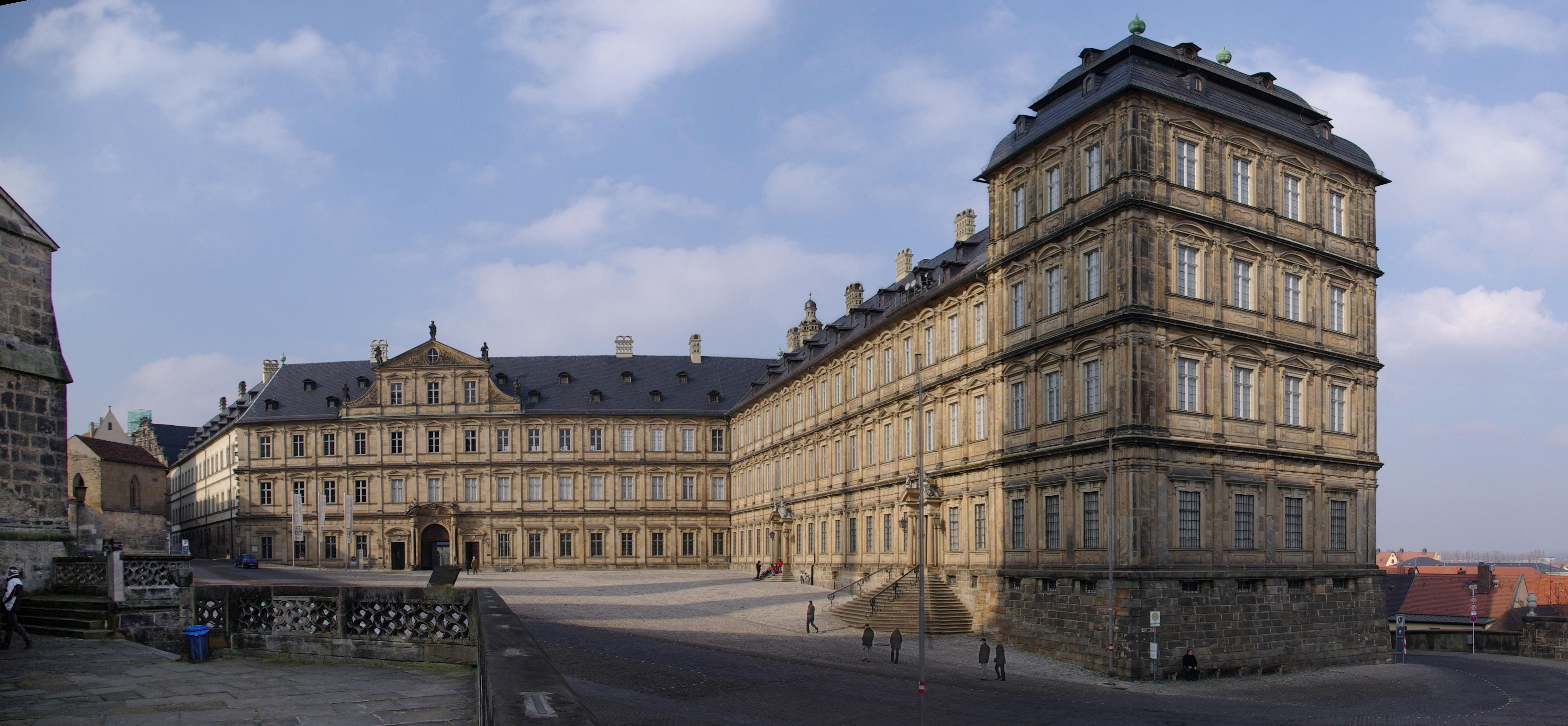
Domplatz mit Neuer Residenz und rechts Vierzehnheiligen-Pavillon

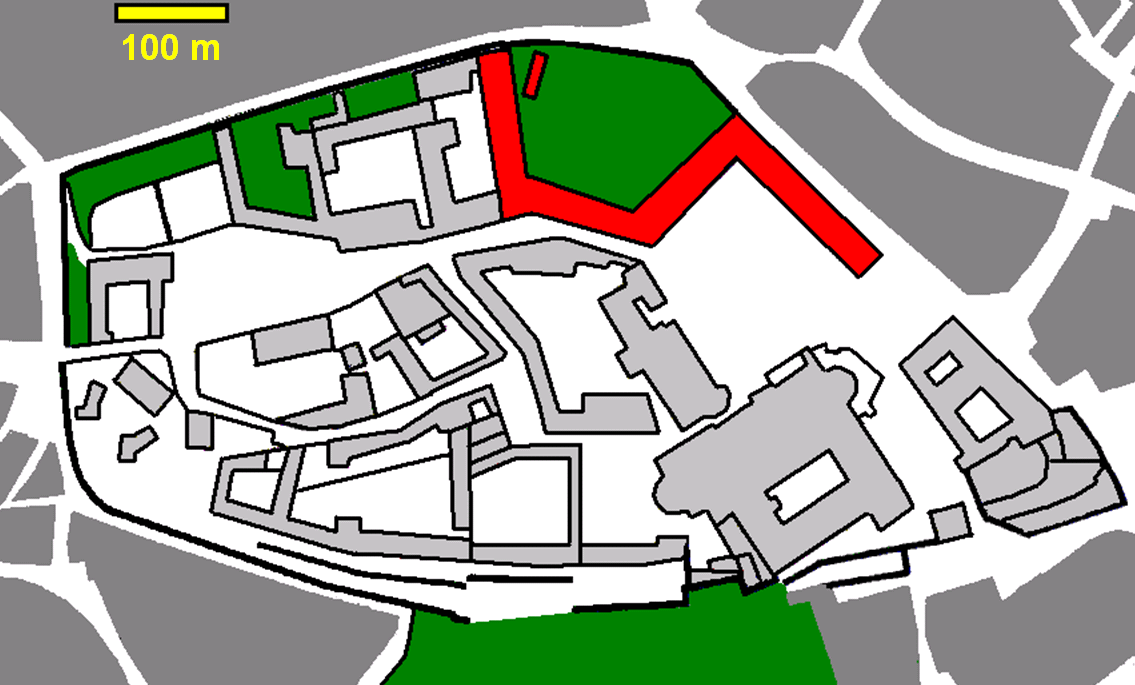
Neue Residenz, schematischer Lageplan

Die Neue Residenz ist ein mehrflügeliges denkmalgeschütztes Gebäude am Domplatz im oberfränkischen Bamberg. Es war ab 1604 die  Bischofsresidenz der Bamberger Fürstbischöfe und löste die Alte Hofhaltung auf der anderen Seite des Platzes in dieser Funktion ab. Heute beherbergt der Komplex aus Sandstein die Staatsbibliothek und die Staatsgalerie von Bamberg. Vom Rosengarten der Neuen Residenz hat man einen Blick auf die Michaelskirche und die Dächer der Bürgerstadt.

## Geschichte
Die Neue Residenz entstand mit ihrer vierflügeligen Aufteilung in zwei Bauabschnitten. Als Erstes wurde unter Fürstbischof Johann Philipp von Gebsattel ab 1604 der hintere zweiflügelige Teil im Renaissancestil gebaut. Zwischen 1697 und 1703 ließ Fürstbischof Lothar Franz von Schönborn nach Plänen des Architekten Leonhard Dientzenhofer den vorderen barocken Teil errichten. Den geplanten großen Bau musste er wegen Geldmangel beenden; verbliebene Wartesteine an der Einfahrt des Domplatzes zur Oberen Karolinenstraße zeigen die unvollendete Planung an.
Nach der Säkularisation in Bayern fungierte der Bau ab 1803 als königliche Residenz. Es wohnten hier Wilhelm (ab 1799 der erste Herzog in Bayern), Maximilian II. (1848 bis 1864 König von Bayern) und Otto von Wittelsbach (1832 bis 1862 erster König von Griechenland). Otto kehrte mit seiner Frau Amalie nach Bayern ins Exil zurück, wo sie ab Juni 1863 bis zu ihrem Tode in der ehemals fürstbischöflichen Residenz in Bamberg lebten.
Am 1. Juni 1815 wurde die Bamberger Residenz Schauplatz einer der letzten Episoden der napoleonischen Ära: Louis-Alexandre Berthier, ein Marschall Napoleons, fand dort durch Sturz aus einem der oberen Fenster den Tod. Er wählte den Freitod, weil er der anmarschierenden russischen Armee nicht in die Hände fallen wollte. Eine Gedenktafel in der Mitte der Residenzstraße erinnert an das Ereignis.
Noch ein weiteres Mal war die Neue Residenz für kurze Zeit Schauplatz der bayerischen Geschichte, als die gewählte Regierung 1919 unter Ministerpräsident Hoffmann und der Landtag nach Bamberg auswichen. Die erste demokratische bayerische Verfassung wurde im Spiegelsaal der Harmonie am Schillerplatz verabschiedet.
Siehe auch → Münchner Räterepublik

## Heutige Nutzung

### Prachtsäle
Es gibt mehr als 40 Prunkräume, wie den Marmorsaal, das Spiegelzimmer (jeweils mit Stuckaturen von Antonio Bossi) und den Kaisersaal. Der Kaisersaal, eines der bedeutendsten Raumkunstwerke des Spätbarock in Franken, befindet sich im zweiten Obergeschoss des Mitteltraktes. Seine Decken und Wände wurden 1707/1709 von Melchior Steidl mit Fresken nach dem Malstil von Pietro da Cortona ausgestattet Motive sind Medaillons mit römischen Kaisern und den antiken vier Weltreichen. Die Decke ist als Trompe-l’œil ausgeführt. An den Wänden befinden sich insgesamt 16 Kaiserporträts. Bis auf ein Standbild handelt es sich um Kaiser aus dem Haus Habsburg. Die Ahnenreihe beginnt chronologisch mit Heinrich II. aus dem Adelsgeschlecht der Ottonen. Die Bilderreihe endet mit Leopold I. und Joseph I. Sie waren die während der Bauzeit der barocken Residenz regierenden Kaiser.
Der Weiße Saal diente ursprünglich als Zimmer des Obermarschalls. Hier warteten die Besucher bis zum Beginn der Audienz. Graf von Seinsheim ließ den Raum 1772 als representatives Speisezimmer herrichten.
Das Vorzimmer (Antichambre) hatte im höfischen Zeremoniell des 18. Jahrhunderts eine wichtige Funktion. Es war der letzte Raum vor dem Audienzzimmer. Es ist mit wertvollen Wandteppichen ausgestattet. Das Deckengemälde zeigt einen Teil der  mythologischen Aeneas-Erzählung. Es reicht vom Speisesaal bis zum Chinesischen Kabinett. Die heutige Ausstattung zeigt die Nutzung als Salon in der Zeit um 1900.
Das Chinesische Kabinett bildet mit seiner chinesischen Lackmalerei ein kleines Raumkunstwerk. Die Holzvertäfelung ist noch vollständig im Original erhalten. Das Zimmer hat einen kostbaren Intarsienfußboden. Zahlreiche chinesische Keramiken sind zu sehen. Der Schreibtisch von Fürstbischof Adam Friedrich von Seinsheim, ein Meisterwerk der Schreinerkunst des späten Rokoko, steht in diesem Raum.

Prunkräume im ersten und zweiten Obergeschoss
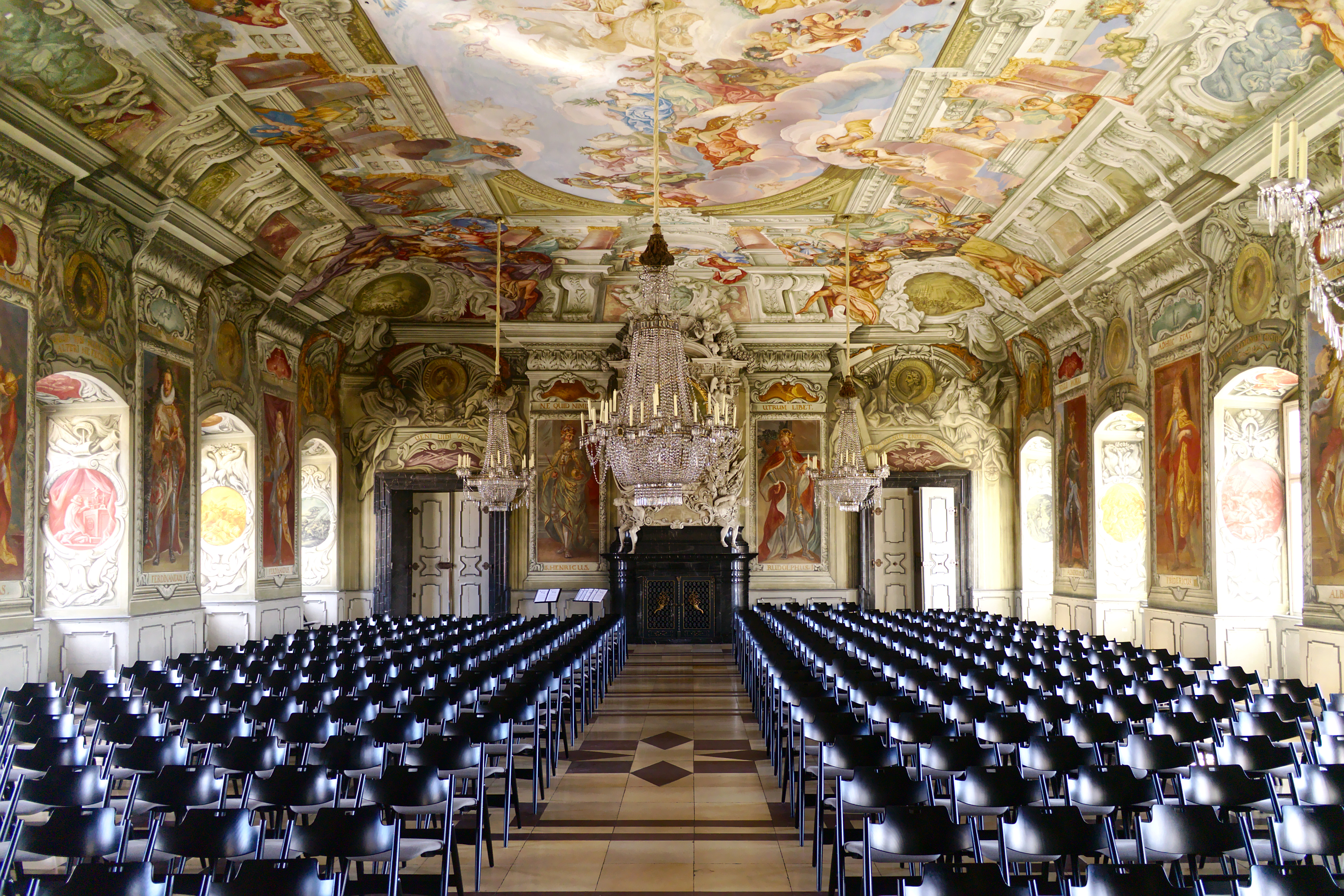
Kaisersaal
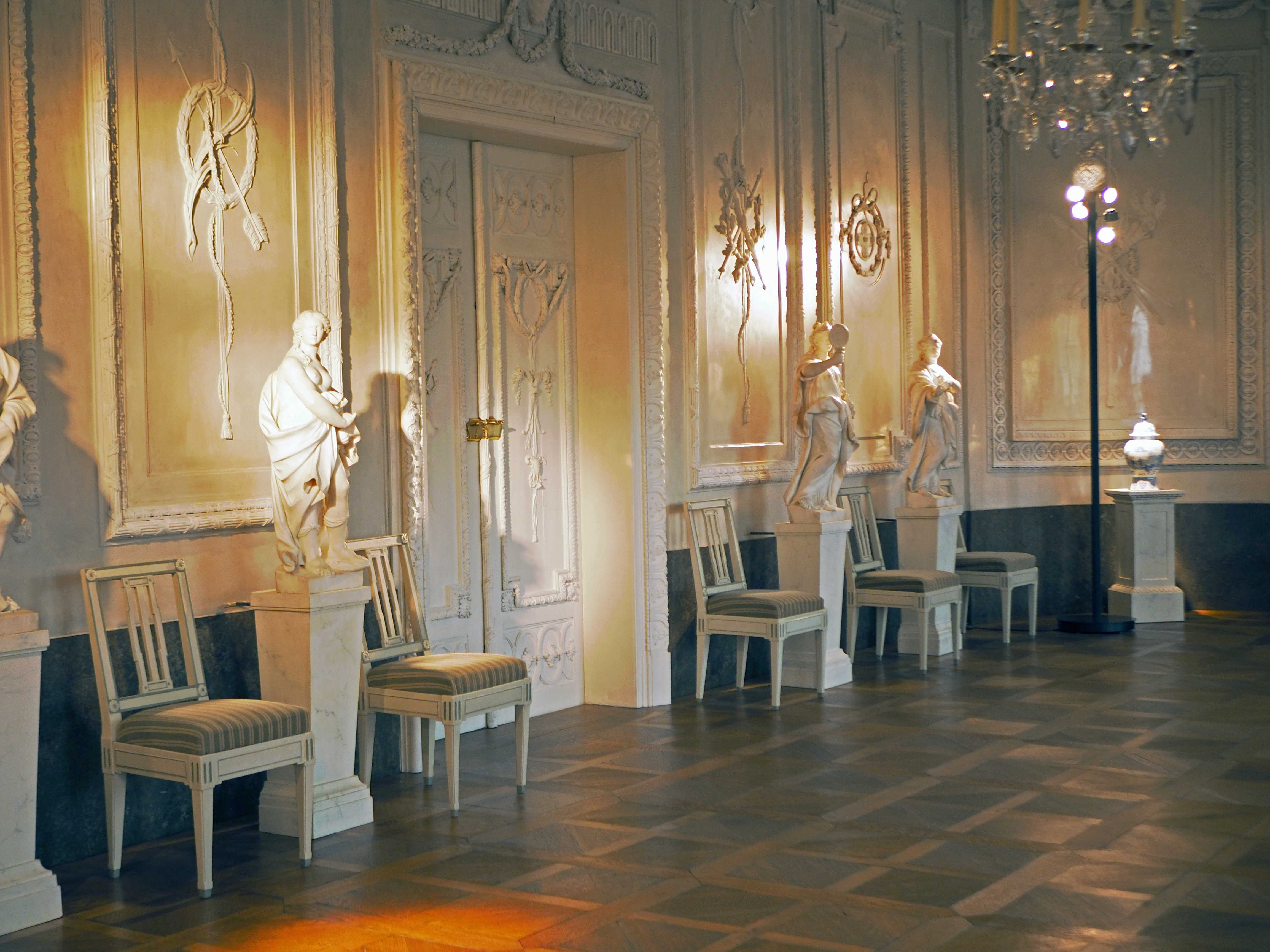
Weißer Saal
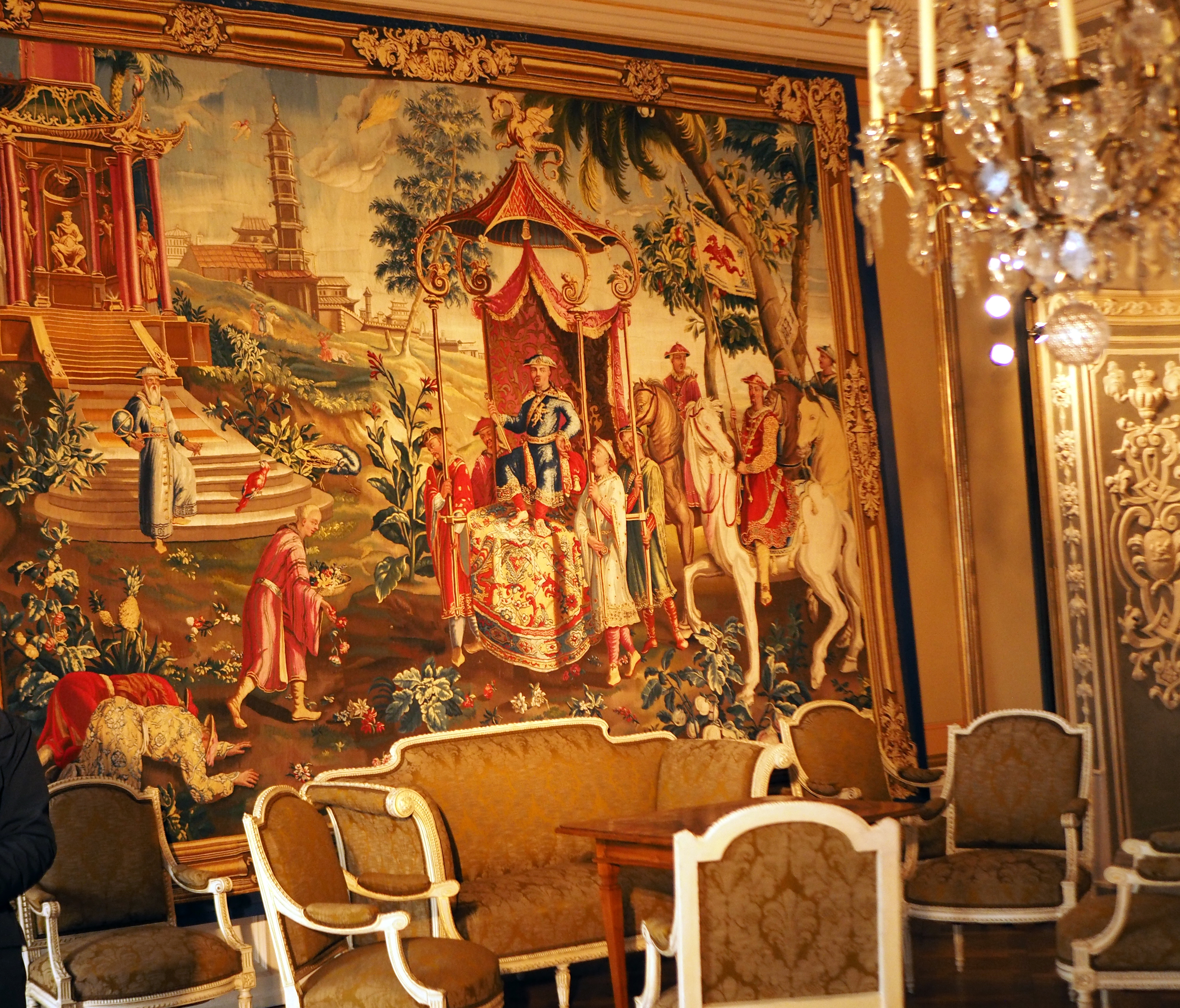
Vorzimmer (Antichambre)
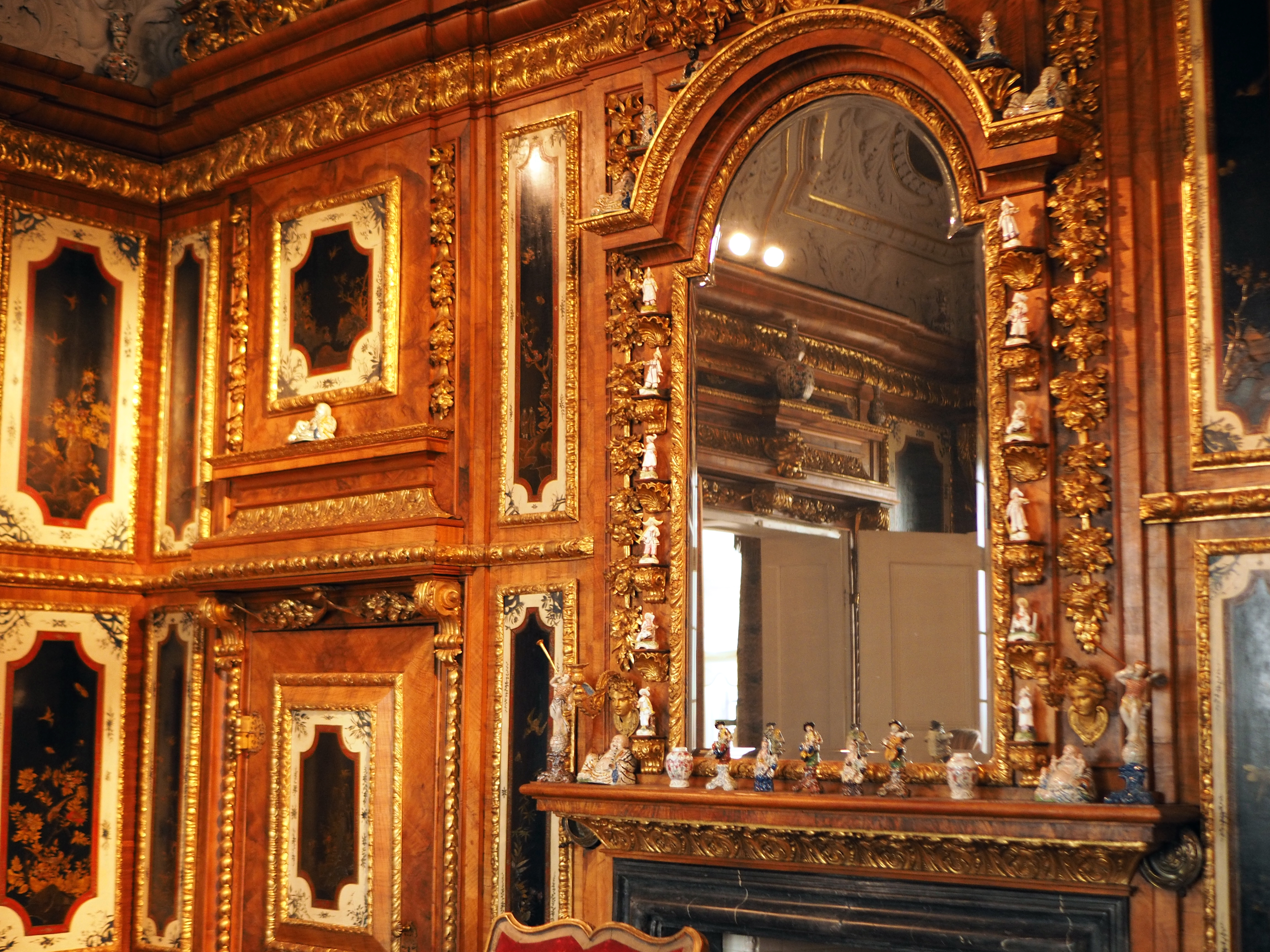
Chinesisches Kabinett
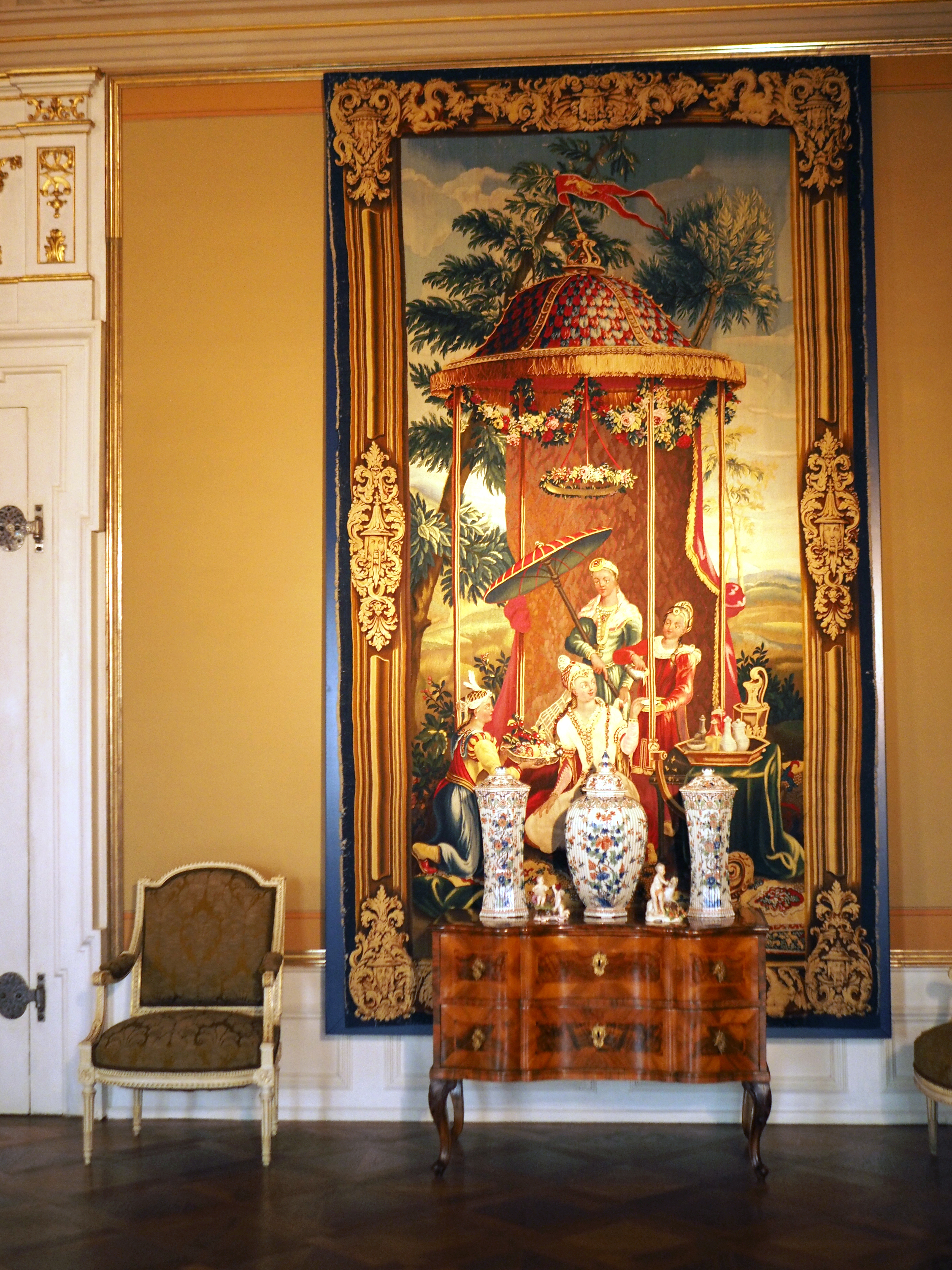
Chinesisches Kabinett

### Staatsbibliothek
Im Ostflügel der Neuen Residenz befindet sich seit 1965 die Staatsbibliothek Bamberg.

### Staatsgalerie Bamberg

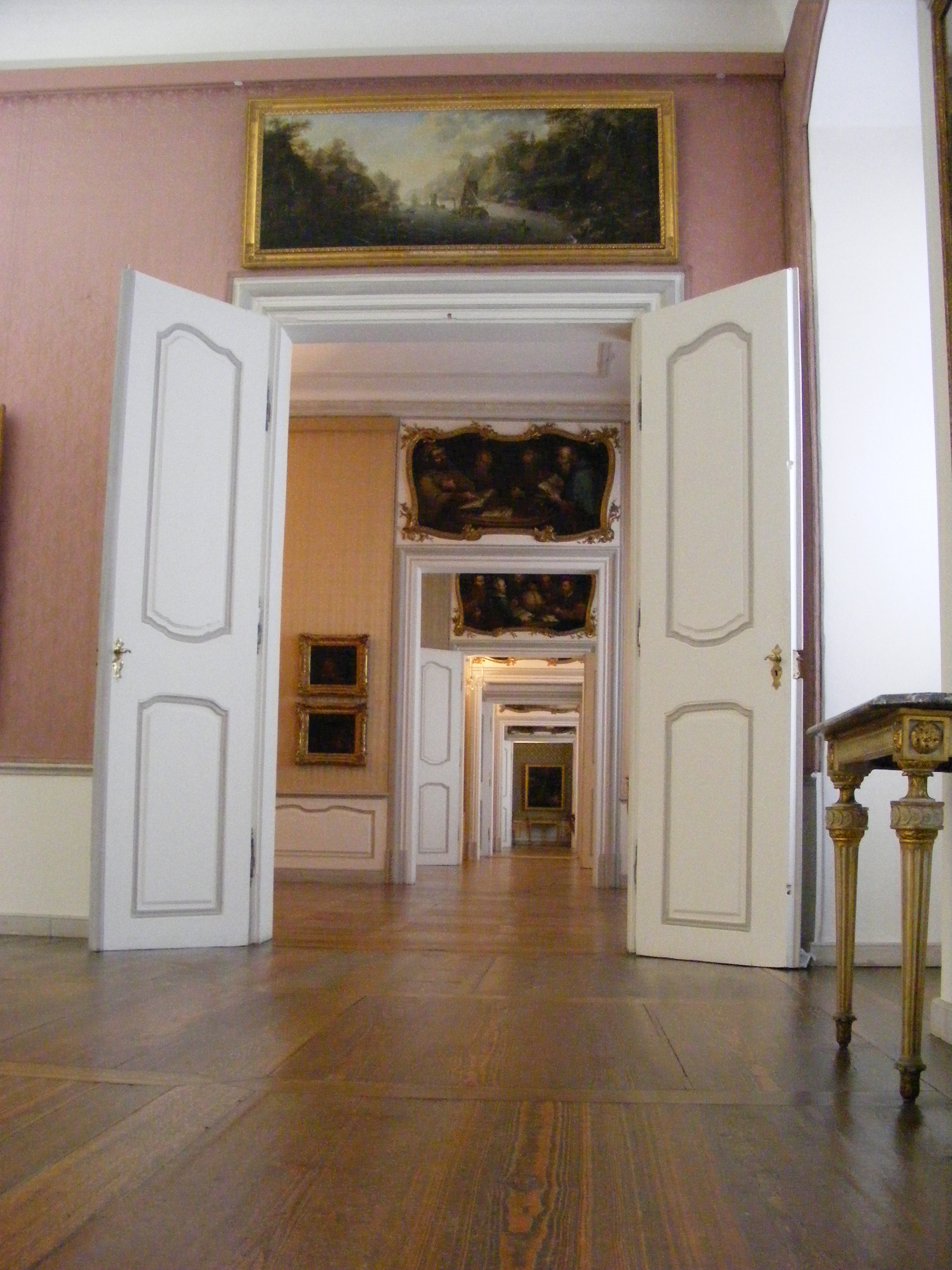
Staatsgalerie, Abt. Altdeutsche Malerei

Die Staatsgalerie in der Neuen Residenz ist eine Zweiggalerie der Bayerischen Staatsgemäldesammlungen. Seit 1933 wurden zahlreiche wichtige Gemälde der städtischen Sammlung (heute Museen der Stadt Bamberg) in die Staatsgalerie in der Neuen Residenz Bamberg überführt als  die Auflösung der städtischen Kunstsammlung bzw. Gemäldegalerie am Michelsberg beschlossen worden war. Zu sehen sind sowohl  Meisterwerke der altdeutschen Malerei als auch der europäischen, vor allem niederländischen, Barockmalerei. Zu den berühmtesten Gemälden der Sammlung gehören aus dem Besitz der Stadt Bamberg beispielsweise Hans Baldung Griens Gemälde Die Sintflut und mehrere Werke von Lucas Cranach dem Älteren. In der Barockgalerie sind die Werke von Jan Lievens, die Supraporten der Bamberger Maler Marquard, Nikolaus und Johann Christoph Treu sowie die Gemälde von Johann Kupetzky hervorzuheben.

Gemäldeauswahl
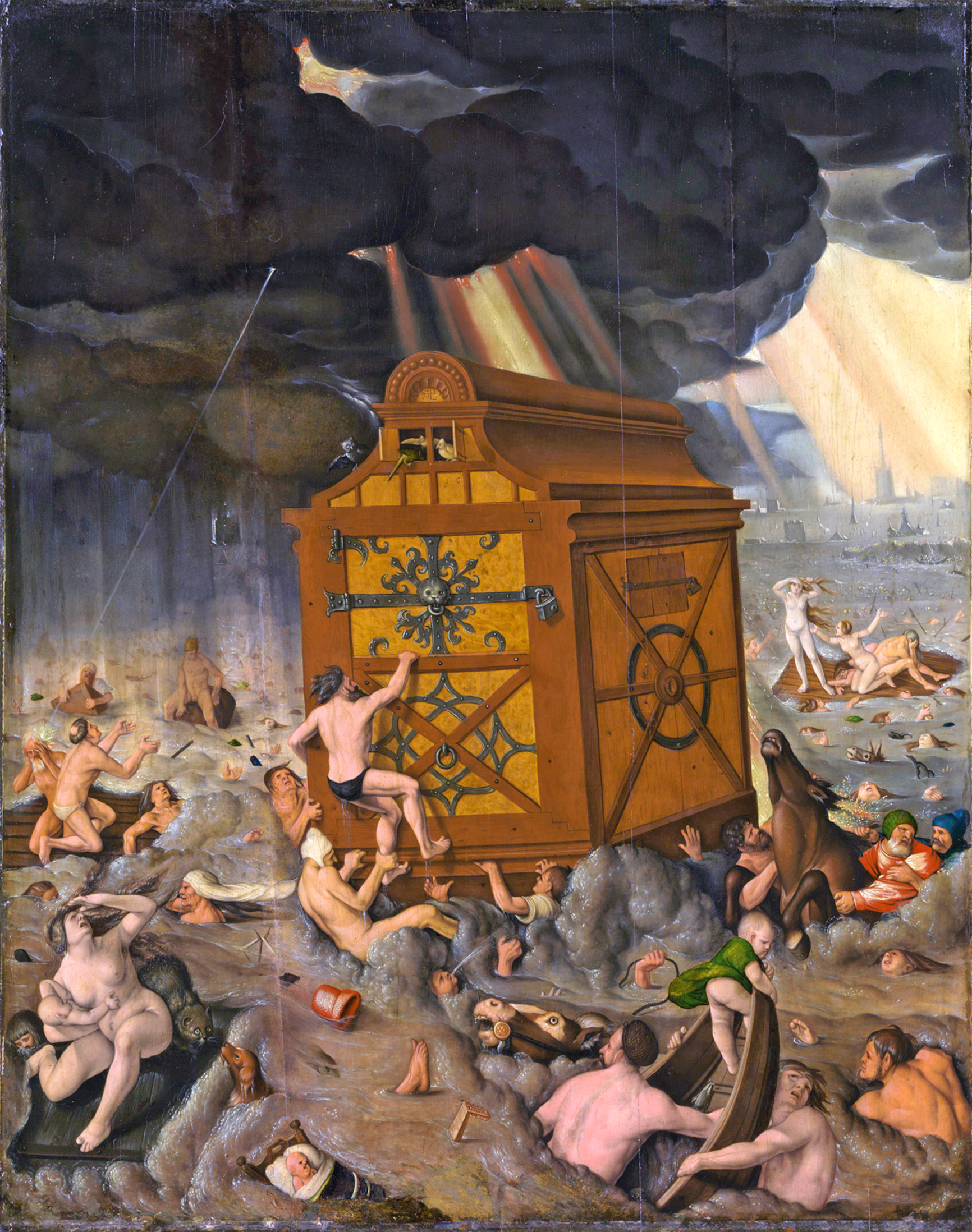
Hans Baldung „Die Sintflut“ (1516), Museen der Stadt Bamberg, Inv. Nr. 2
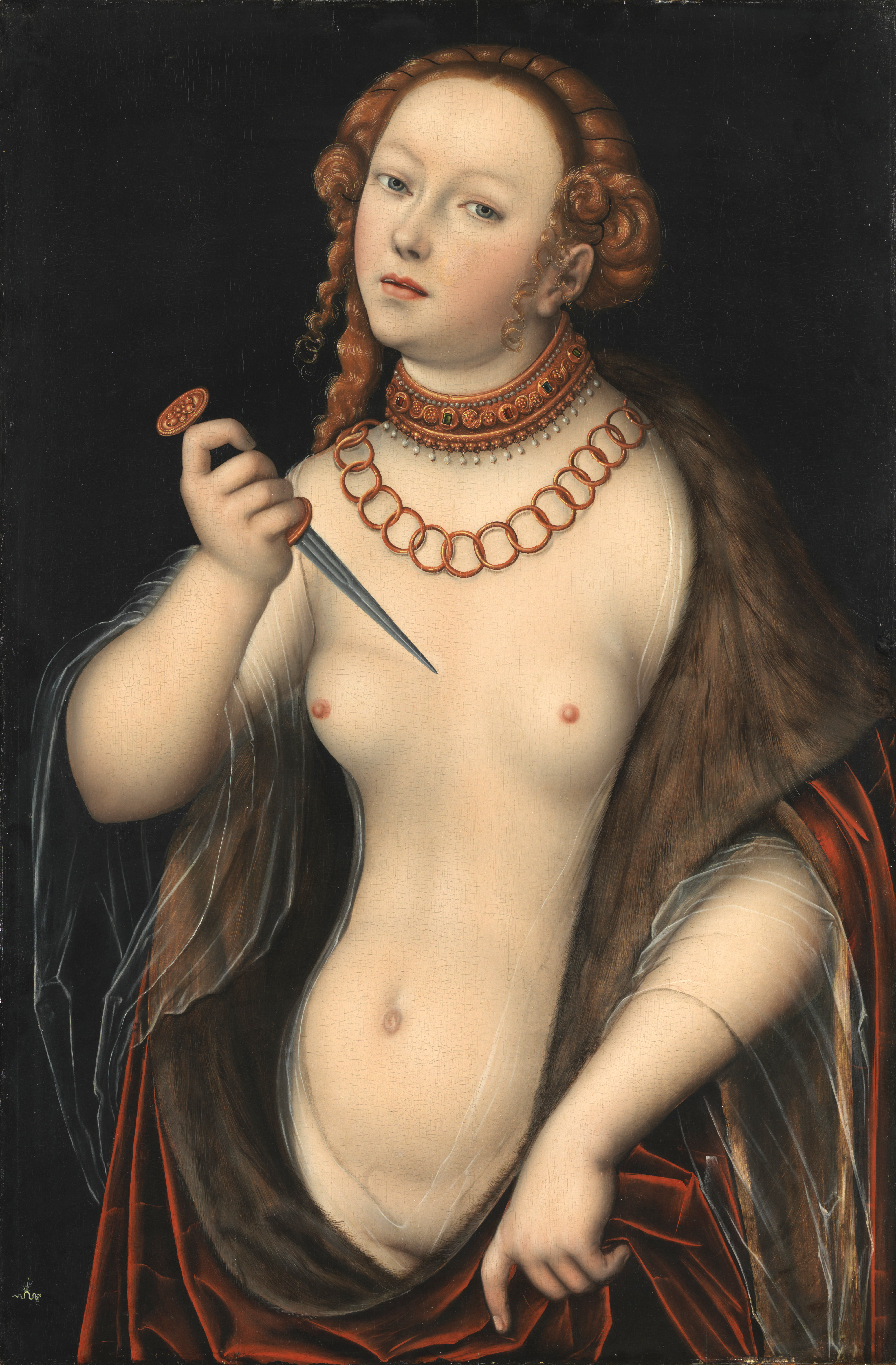
Lucas Cranach der Ältere, Selbstmord der Lukretia (1525–1550)
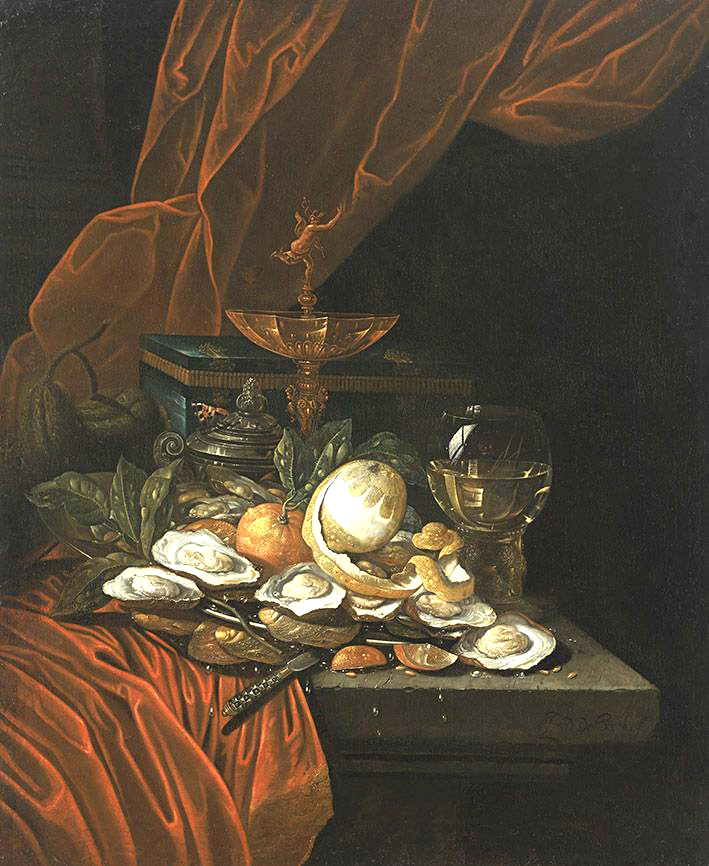
Jan Davidsz. de Heem,  Stillleben

### Rosengarten

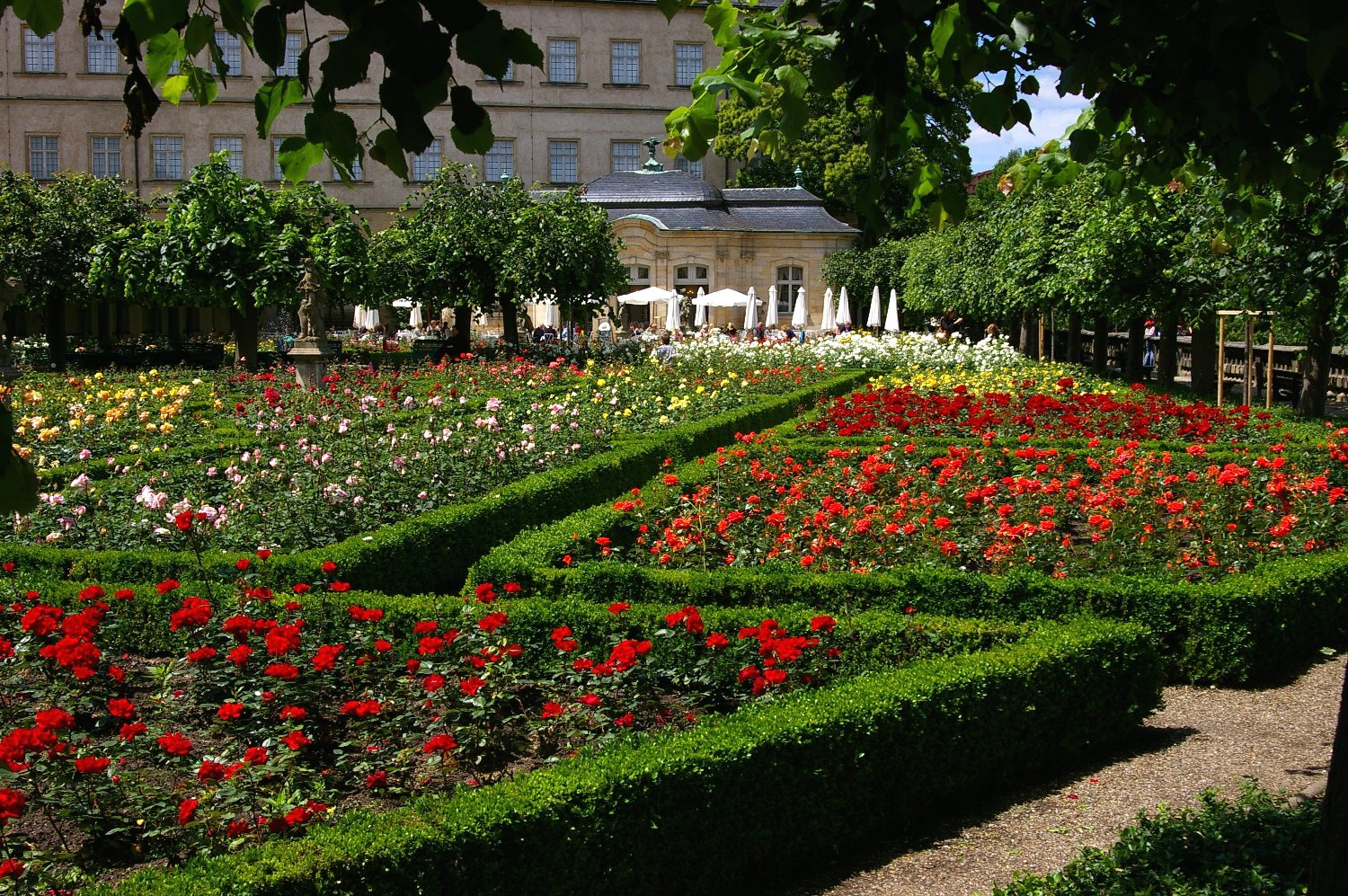
Der Rosengarten im Mai

Der Rosengarten zwischen den Flügeln der Residenz ist ein Erholungsort für Einheimische und Gäste der Stadt. Er gewährt nach Osten einen Blick über die Stadtlandschaft und zu den Jurahöhen.
Vor der Anlage des Rosengartens gab es im 16. Jahrhundert auf dem Gelände einen Renaissancegarten, der im Jahr 1733 unter Fürstbischof Friedrich Carl von Schönborn in einen Barockgarten umgewandelt wurde. Die Planung des Gartens wurde dem Baumeister Balthasar Neumann übertragen. Von dem Baumeister Johann Jakob Michael Küchel stammt der Gartenpavillon im Stil des Rokoko. Die Skulpturen aus dem Themenkreis der antiken Mythologie (Entstehungsjahre 1760 und 1761) stammen von Ferdinand Tietz.
Auf den von Buchshecken eingefassten Beeten blühen 4500 Rosen. Ein Erinnerungsmal für Otto I. und seine Gemahlin Amalie mit einer Inschrift in griechischer und deutscher Sprache befindet sich in einem Blendbogen der Mauer.

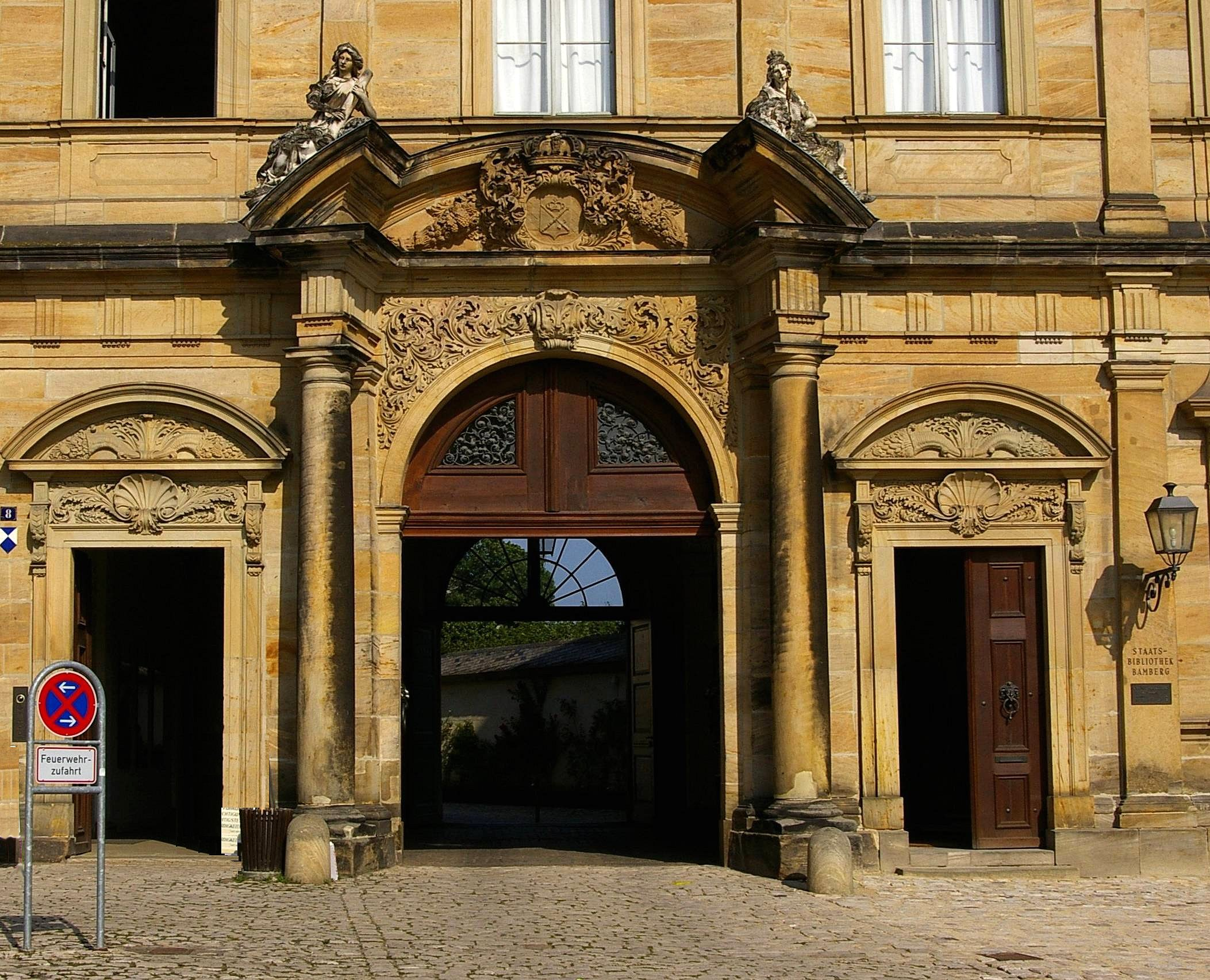
Hauptportal
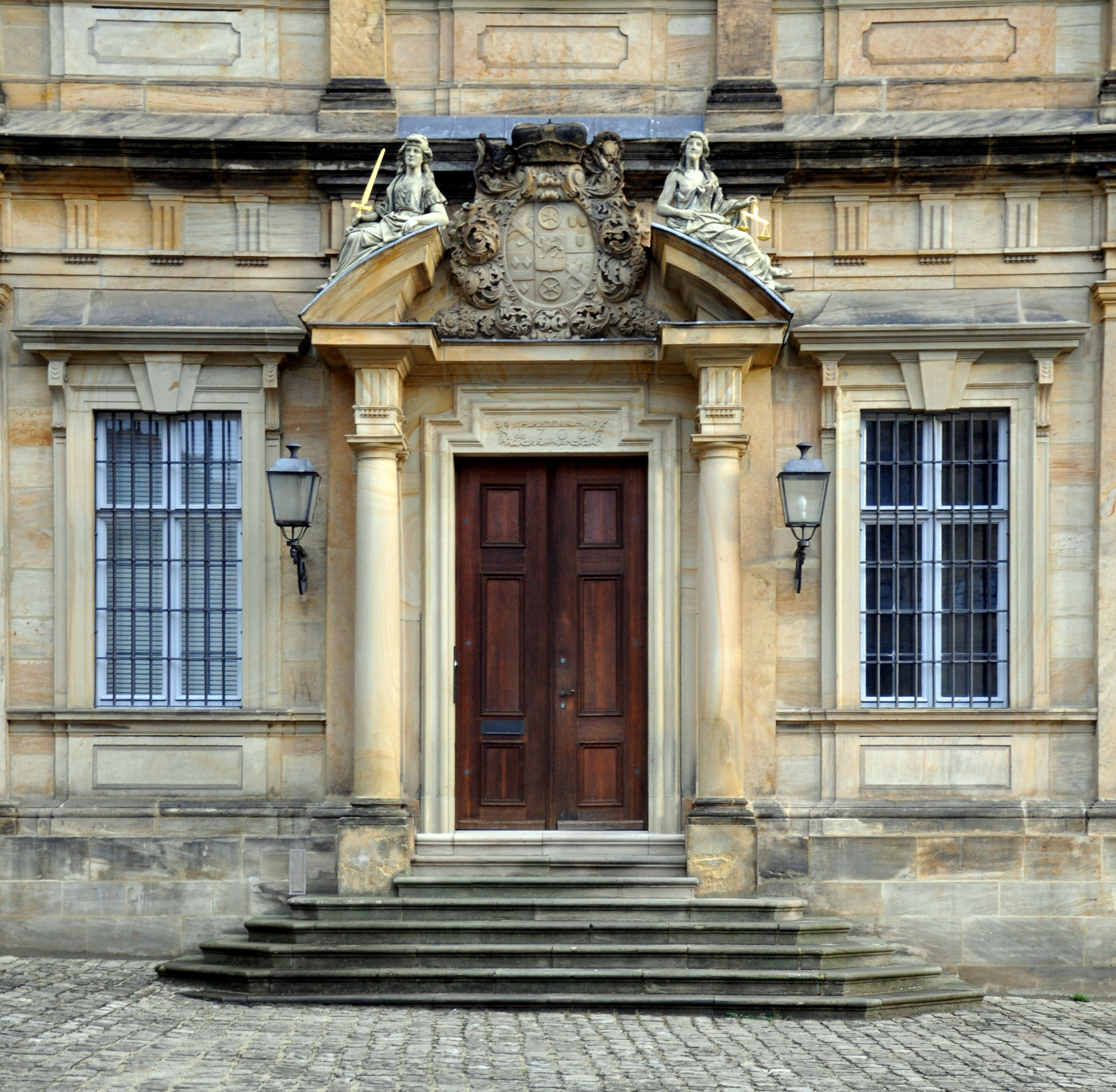
Nebenportal
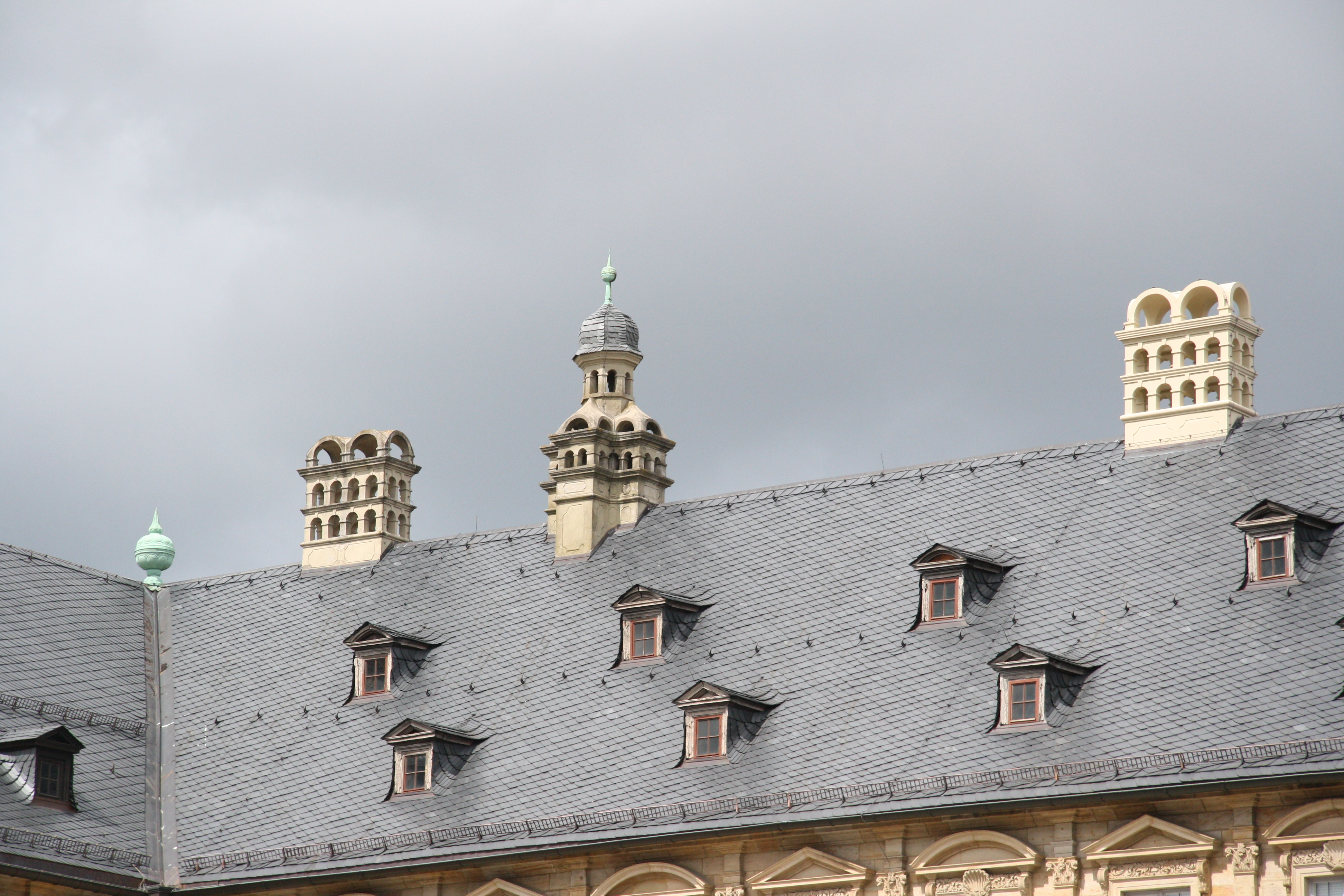
Auffallend gestaltete Schornsteine
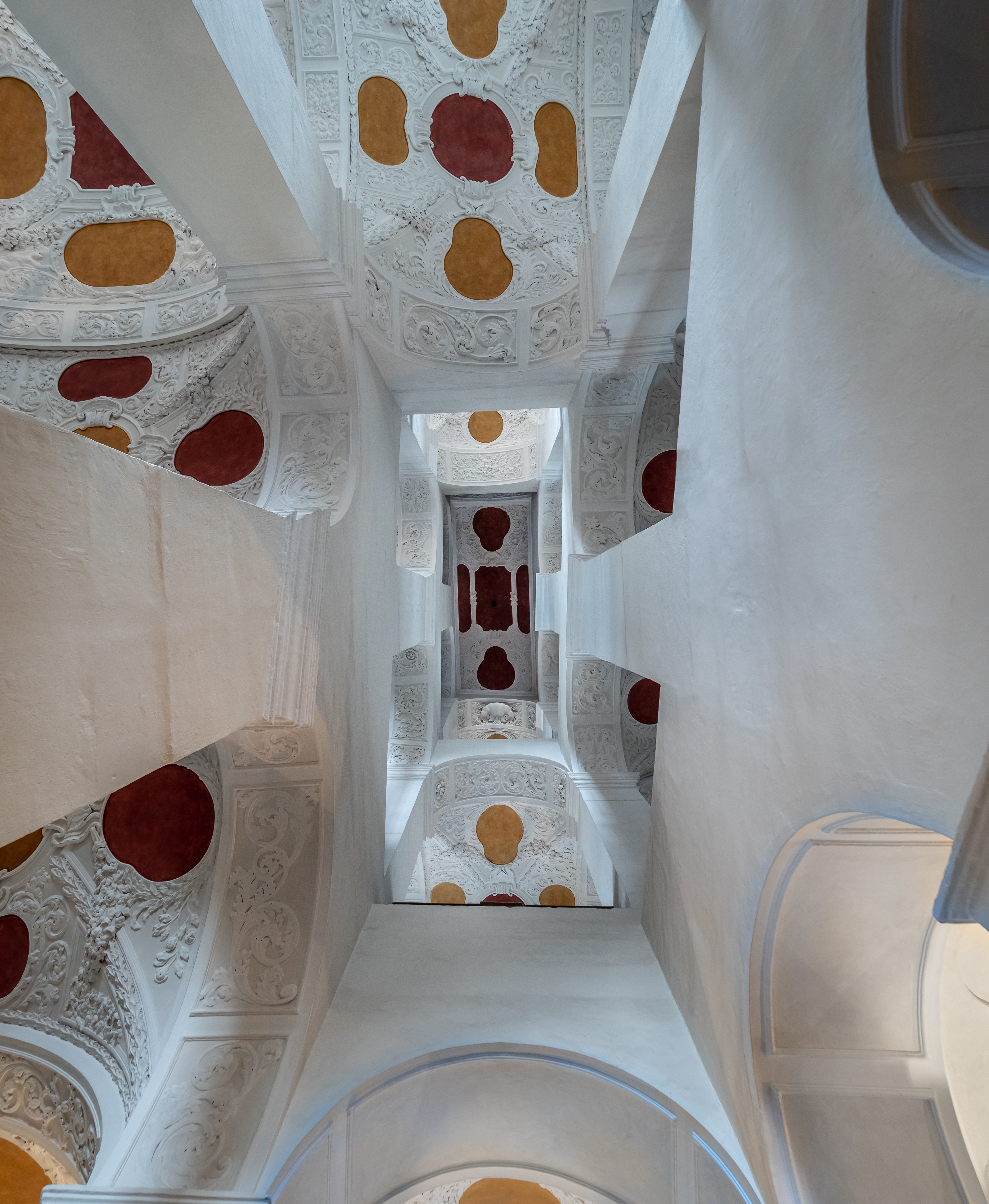
Treppenhaus